# Léon Metchnikoff
 (février 2020).
Léon (Lev) Metchnikoff, né 20 mai 1838 à Saint-Pétersbourg ou Kharkiv selon les sources, et mort à Clarens, en Suisse romande, le 30 juin 1888, est un géographe libertaire russe. 
Militant républicain puis anarchiste, il est reconnu en son temps pour sa connaissance tant géographique que linguistique du Japon, où il a séjourné et enseigné entre 1874 et 1876. Il a participé aux côtés de nombreux autres géographes, cartographes et informateurs d'obédience libertaire à la rédaction de la Nouvelle Géographie Universelle d'Élisée Reclus. Il a pour frère cadet le biologiste et prix Nobel Ilya Metchnikoff (1845-1916).  

## Biographie

### Formation
Fils d'un officier de l'armée russe, et neveu du caricaturiste Mikhaïl Nevakhovitch, il étudie plusieurs disciplines mais se spécialise dans les langues étrangères au cours de sa scolarité. Bien qu'il soit doué dans ses études, son indocilité fait qu'il est renvoyé de la plupart des établissements qu'il fréquente. En 1858, il est alors engagé comme drogman pour une mission diplomatique russe au Proche-Orient, mais se brouille avec ses supérieurs et démissionne de son poste.

### De Garibaldi à la Fédération Jurassienne
Il s'engage auprès de l'armée du révolutionnaire italien Garibaldi en 1860, et se retire à Naples à la suite d'une blessure. Il vit jusqu'à la fin de l'année 1864 à Florence, où il rencontre Bakounine, après avoir entamé une correspondance avec le militant russe. Il devient alors son principal référent dans la ville toscane. Les sources policières de l'époque, très occupées à suivre les déplacements des militants anarchistes, notent que Bakounine et Metchnikoff ne se quittent alors pas. Il se réfugie à Genève à la fin de l'année 1864. Il y fréquente les exilés russes et les internationalistes qui y sont présents. De même qu’Élie Reclus, il est en Espagne en 1868 alors que le pays se soulève et renverse la reine Isabelle II. Après un bref séjour en Russie en 1870, il est de retour dans la Confédération suisse l'année suivante, où il enjoint à la section genevoise de la Fédération jurassienne de mener une souscription pour soutenir la Commune de Paris.  

### Un géographe libertaire
Comme l'indique le géographe Philippe Pelletier, « le rôle de Léon Metchnikoff en géographie et en anarchie est méconnu ». Il n'en est pas moins important. Sa maîtrise des langues lui offre une porte d'entrée intéressante. Son voyage fondateur se déroule au Japon, où il séjourne de 1874 à 1876 en tant qu'enseignant dans une école russe. Il y est invité en tant qu'ancien représentant de l'armée de Garibaldi par l'homme politique japonais Saigô Tsugumichi. 
À son retour, il commence à collaborer activement à la Nouvelle Géographie Universelle d’Élisée Reclus. Ce dernier l'envoie auprès d'éditeurs pour rendre compte de son voyage et de ses analyses dans des revues de géographies. Il le recommande de manière fructueuse à Ludovic Drapeyron pour la Revue de Géographie ainsi qu'à Émile Templier, interlocuteur de Reclus au sein de la maison Hachette, pour qu'il publie dans la revue Le Tour du monde, recommandation que Hachette déclinera. Il parvient toutefois à publier deux monographies sur le Japon grâce au sinologue italien François Turrettini qui l'accueille dans son Imprimerie orientale à Genève. Il collabore dans le même temps à la revue internationaliste Le Travailleur, dont le comité éditorial reprend les collaborateurs de la Nouvelle Géographie Universelle d’Élisée Reclus – Pierre Kropotkine, Michel Dragomanov, Gustave Lefrançais, Charles Perron –  imprimée à Genève entre 1877 et 1878 par les exilés russe du Rabotnik.  
Le travail de Metchnikoff pour le compte de la Nouvelle Géographie Universelle n'est pas celui d'un simple informateur. Selon le géographe Federico Ferretti, « le septième volume consacré à l'Asie orientale lui doit beaucoup ». De Genève Metchnikoff s'installe à Clarens pour travailler activement au sein de l'atelier géographique des frères Reclus. Élisée Reclus obtient d’Émile Templier qu'il soit rémunéré par la maison Hachette au titre de secrétaire de publication, prenant ainsi la suite de Gustave Lefrançais, rentré en France à la suite de son amnistie de la Commune. Il devient en 1883 professeur de « géographie comparée et statistique » à l'Académie de Neuchâtel jusqu'à sa mort le 30 juin 1888. C'est de ces cours qu'il tirera La Civilisation et les grands fleuves historiques, paru en 1889 de manière posthume et préfacé par Élisée Reclus. 

## Œuvres

### Livres
- L’Empire japonais, Imprimerie orientale de L’Atsume Gusa, Genève 1878.
- La Civilisation et les grands fleuves historiques, Hachette, Paris 1889. Préface d'Élisée Reclus.

### Articles
- « Revolution and evolution », The Contemporary Review, Londres, vol. 50, septembre 1886, p.412-437.